# Gomphichis plantaginea
Gomphichis plantaginea är en orkidéart som beskrevs av Rudolf Schlechter. Gomphichis plantaginea ingår i släktet Gomphichis och familjen orkidéer. Inga underarter finns listade i Catalogue of Life.